# 문성왕후
문성왕후 박씨(文成王后 朴氏, 생몰년 미상)는 고려의 제3대 왕 정종의 제2비이다. 본관은 승주(昇州).

## 인물
본관은 승주로, 아버지는 삼중대광 박영규이며 어머니는 견훤의 딸 국대부인이다. 친언니이자 정종의 정비인 문공왕후와 함께 정종의 제2비로 책봉되었다. 또한 문공왕후와 문성왕후는 시아버지 태조의 제17비 동산원부인과도 친자매 사이이다.
남편 정종과의 사이에서 1남 1녀를 두었으며, 생몰년과 능지는 기록이 되어있지 않아 자세히 알 수 없다.
한편 태조가 남긴 《훈요십조》에는 "내가 죽은 후, 차현(車峴) 이남과 금강(錦江) 아래의 사람들에게 벼슬을 주지 말라.(제8조)"라는 내용이 있다. 현대의 일부 학자들은 문성왕후나 문공왕후, 동산원부인을 비롯한 여러 인물들이 왕실 및 중앙 정부와 관련이 있었던 점을 근거로 들어 해당 내용을 허위로 여기기도 한다.

## 가족 관계
- 외조부 : 견훤(甄萱, 867~936 재위:892/900~935)
- 외조모 : 왕비 박씨(王后 朴氏)
  - 아버지 : 박영규(朴英規)
  - 어머니 : 국대부인 전주 견씨(國大夫人 全州 甄氏)
    - 형제 : 미상
    - 형제 : 미상
    - 언니 : 태조 제17비 동산원부인 박씨(東山院夫人 朴氏)
    - 형부 : 제1대 태조 신성대왕(太祖 神聖大王, 877~943 재위: 918~943)
    - 언니 : 정종 제1비 문공왕후 박씨(文恭王后 朴氏)

  - 시아버지 : 제1대 태조 신성대왕(太祖 神聖大王, 877~943 재위: 918~943)
  - 시어머니 : 신명순성왕후 유씨(莊和王后 劉氏)
    - 남편 : 제3대 정종 문명대왕(定宗 文明大王, 923~949 재위: 945~949)
      - 아들 : 경춘원군(慶春院君, ? ~ 960 이후)
      - 딸 : 부인 박씨(夫人 朴氏)[3]

## 대중 문화속에 나타나는 문성왕후
- 《제국의 아침》(KBS, 2002년~2003년, 배우:김효주)

## 참고 자료
- 《고려사》〈열전〉